# 오가와 유다이
오가와 유다이(일본어: 小川 雄大, 1996년 10월 4일 ~ )는 일본 출생 캄보디아의 축구 선수로 현재 프놈펜 크라운에서 미드필더로 활약 중이며 캄보디아 축구 대표팀의 일원으로도 활동 중이다.

## 클럽 경력

### 초기 경력
1996년 10월 4일 일본 가나가와현 출생으로 2015년부터 2017년까지 FC 기후와 비제프 우치 등에 몸 담았지만 출전 기회를 제대로 부여받지 못했다.

### 캄보디아 프리미어 리그
2018 시즌을 앞두고 내셔널 디펜스 미니스트리 입단을 통해 처음으로 캄보디아 리그 무대를 밟은 이후 2018 시즌 팀의 주축 미드필더로 활약하며 리그 4위, 훈센컵 우승에 크게 기여했다.
그 후 2019 시즌에는 앙코르 타이거 소속으로 활동하며 리그 5위의 성적을 이끌었고 이후 2021 시즌을 앞두고 프놈펜 크라운에 합류한 뒤 리그 2회 연속 우승, 2023-24 시즌 리그 준우승, 2021 시즌 훈센컵 4위, 2022 시즌 훈센컵 3위, 2023-24 시즌 훈센컵 준우승, 캄보디아 슈퍼컵 2회 연속 우승, 2024 시즌 캄보디아 슈퍼컵 준우승에 기여하는 등 현재까지도 프놈펜 크라운의 핵심 미드필더로 활약 중이다.

## 국가대표팀 경력

### 캄보디아 A대표팀
2023년 10월 캄보디아 국적을 취득한 뒤 12일 열린 파키스탄과의 2026년 FIFA 월드컵 아시아 지역 1차 예선 1차전에서 캄보디아 A대표팀 소속으로 국제 A매치 데뷔전이자 국제 대회 데뷔전을 치렀고 닷새 후 열린 2차전 원정 경기에도 출전했지만 팀은 0-1로 패하며 파키스탄의 사상 첫 월드컵 아시아 2차 예선 진출의 희생양이 되었다.
그리고 이듬해인 2024년 6월 7일 홈에서 열린 몽골과의 친선 경기에서 캄보디아 국가대표팀 데뷔골을 터뜨리면서 팀의 1-0 승리를 이끌었고 이후 스리랑카와의 2027년 AFC 아시안컵 예선 플레이오프 2연전을 앞두고 대표팀에 또 한번 발탁되었으나 2차전 승부차기에서 2-4로 패하면서 아시안컵 최종 예선 진출이 무산되었다.

## 대회 성적

### 클럽
내셔널 디펜스 미니스트리
- 캄보디아 프리미어 리그 : 4위 (2018)
- 훈센컵 : 우승 (2018)

프놈펜 크라운
- 캄보디아 프리미어 리그 : 우승 (2021, 2022), 준우승 (2023-24)
- 훈센컵 : 준우승 (2023-24), 3위 (2022), 4위 (2021)
- 캄보디아 리그컵 : 우승 (2022, 2023)
- 캄보디아 슈퍼컵 : 우승 (2022, 2023), 준우승 (2024)